# 모로코의 왕위 계승 순위
모로코의 현재 국왕은 무함마드 알리 왕조의 무함마드 6세이며, 왕위 계승 순위 1위는 모로코 왕세자 물라이 하산이다.
남계 후손의 남자만이 계승권을 가지는 살리카 법을 따른다.

## 왕위 계승 순위
- 유세프 벤 하산
  -  무함마드 5세
    -  하산 2세
      -  무함마드 6세
        - (1) 모로코 왕세자 물라이 하산 (2003년)

      - (2) 모로코 왕자 물라이 라시드 (1970년)
        - (3) 모로코 왕자 물라이 아흐메드 (2016년)
        - (4) 모로코 왕자 물라이 압데슬람 (2022년)

    - 모로코 왕자 물라이 압달라 (1935년–1983년)
      - (5) 모로코 왕자 물라이 히참 (1964년)
      - (6) 모로코 왕자 물라이 이스마일 (1981년)
        - (7) 샤리프 물라이 압달라 (2011년)

## 같이 보기
- 모로코의 군주
- 모로코의 역사
- 왕위 계승